# Sestayo
Sestayo (llamada oficialmente San Miguel de Sestaio) es una parroquia española del municipio de Muros, en la provincia de La Coruña, Galicia.

## Entidades de población
Entidades de población que forman parte de la parroquia:
- A Eiroa
- Arriba
- Fondo
- Rebordelo
- Sestayo (Sestaio)

## Demografía
| Gráfica de evolución demográfica de Sestayo entre 2000 y 2018 |
|                                                               |
| notas=Datos según el nomenclátor publicado por el INE.        |